# Straßgang
Straßgang è il sedicesimo distretto della città di Graz, situato nella parte sud-orientale, ai piedi delle colline Buchkogel e Florianiberg.
La località di Straßgang si trova lungo un'antica via di traffici, usata fin dagli antichi Romani. Il villaggio formava un tutt'uno con la vicina Puntigam, tanto da divenire insieme un distretto di Graz nel 1938. I due distretti si separarono nel 1988, quando Puntigam divenne il diciassettesimo distretto cittadino.